# تقويم أرمني

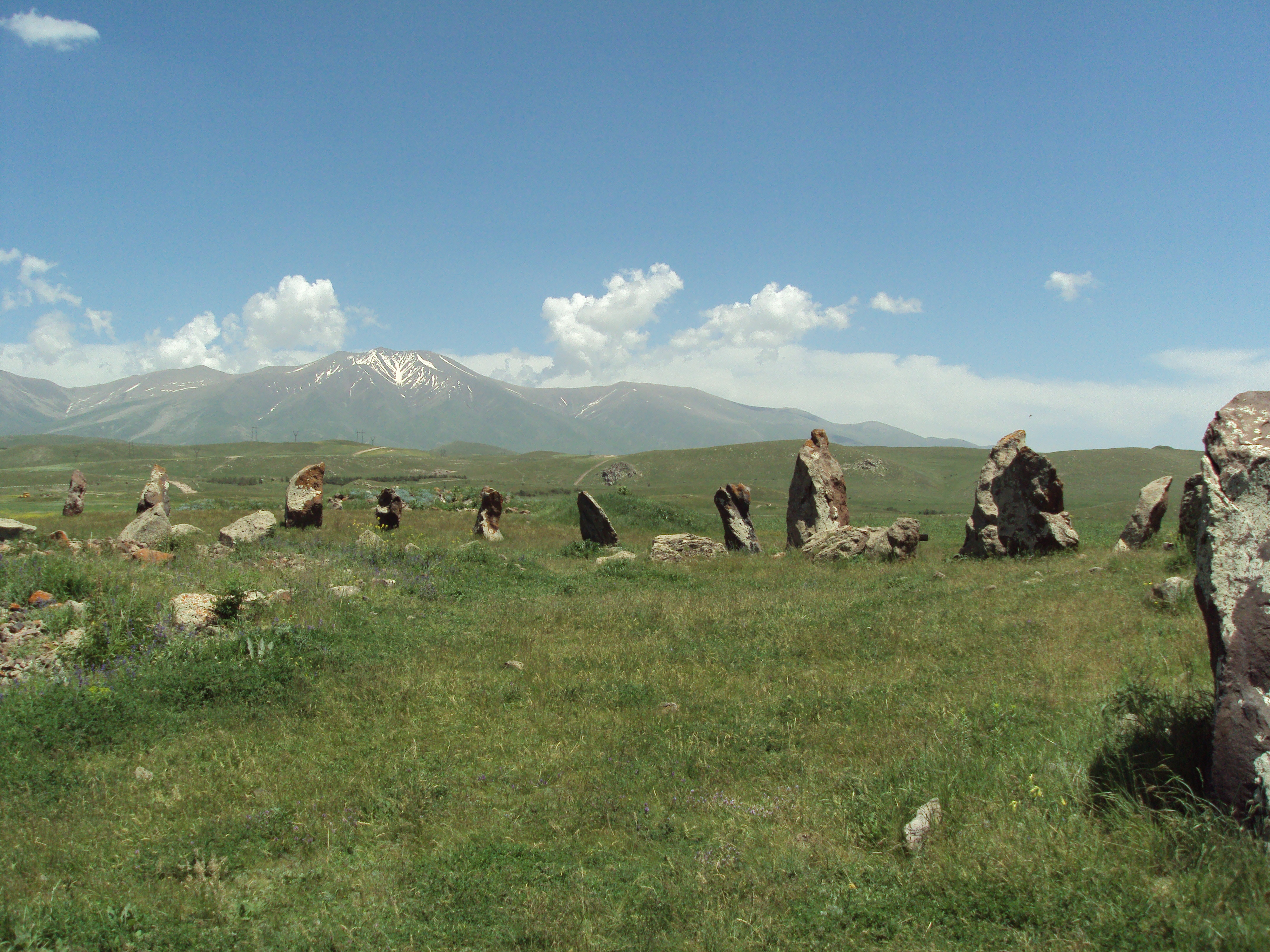

يستخدم التقويم الأرمني نظام ترقيم الأعوام منذ عام 552 والذي يشير إلى انفصال كنيسة الأرمن الأرثوذكس عن الكنيسة الرومانية الكاثوليكية خلال شقاق المونوفيزية.
ينقسم التقويم الأرمني السنة إلى 12 شهر، كل شهر بثلاثين يومًا. آسماء الأشهر مأخوذة من التقويم الزردشتي. ويستند التقويم الذين استخدم تقليديًا في  أرمينيا في القرون الوسطى على طول السنة الثابتة من 365 يوماً.

## أنظر أَيضاً
- التقويم الإيراني

## المَراجع
1. ↑  L. H. Gray, "On Certain Persian and Armenian Month- Names as Influenced by the Avesta Calendar," JAOS 28 (1907), 339.